# Sanionia
Sanionia Loeske, 1907 è un genere di muschi della famiglia Scorpidiaceae.
Il nome del genere è un omaggio al botanico prussiano Karl Gustav Sanio (1832–1891).

## Distribuzione e habitat
Il genere ha una distribuzione cosmopolita, essendo presente in tutti i continenti compresa l'Antartide.

## Tassonomia
Il genere comprende le seguenti specie:
- Sanionia georgicouncinata (Müll. Hal.) Ochyra & Hedenäs
- Sanionia nivalis Hedenäs
- Sanionia orthothecioides (Lindb.) Loeske
- Sanionia symmetrica (Renauld & Cardot) Wheldon
- Sanionia uncinata (Hedw.) Loeske